# Kraftwerk Matte
Das Kraftwerk Matte ist ein Flusskraftwerk an der Aare in der Schweizer Bundesstadt Bern. Es befindet sich im Mattequartier und wird durch Energie Wasser Bern betrieben.

## Geschichte
Die Mattenschwelle in der Aare wurde bereits 1218 erwähnt und diente schon damals der Nutzung der Wasserkraft mit Mühlrädern. Im Jahr 1876 bewilligte die Stadt Bern einen Kredit von 175 000 Franken, um die vielen einzelnen Wasserräder am Gewerbekanal durch zwei Turbinen zu ersetzen und die Kraft fortan über Transmissionen zur Verfügung zu stellen. Das System wurde bis 1921 genutzt.
Im August 1891 wurde das Elektricitätswerk der Stadt Bern an der Wasserwerkgasse 15 (601358 / 199474) in Betrieb genommen, das später zur Zentrale I des Kraftwerks Matte wurde. Der Hauptzweck der Anlage war die Erzeugung von Strom zu Beleuchtungszwecken. Dementsprechend trat die Hauptlast in dem mit 120 V Gleichspannung betriebenen Stromnetz während der Nacht auf. Die tagsüber anfallende überschüssige Energie wurde in Bleiakkumulatoren gespeichert. Neben der Erzeugung elektrischer Energie trieb das Kraftwerk auch eine Seiltransmission an, die 60 m entlang der Aare flussaufwärts führte und dort in einem Maschinenhaus zur Erzeugung von Druckluft für den Betrieb der Druckluftstrassenbahn Bern der Berner Tramway-Gesellschaft diente.
1925 wurde der Betrieb auf Drehstrom umgestellt, sodass die Maschinensätze ersetzt werden mussten. Weiter wurde eine zweite Zentrale mit zwei Turbinen im hinteren Teil der Stadtmühle an der Wasserwerkgasse 18 (601365 / 199523) eingerichtet.
Im Jahre 1985 wurde nach 30 Monaten Bauzeit ein neues unterirdisches Kraftwerk an der Wasserwerkstrasse 13 (601377 / 199491) in Betrieb genommen, das die beiden bestehenden Zentralen ersetzte. Aus der ehemaligen Zentrale I an der Wasserwerkgasse 15 wurden zwei Generatoren entfernt, der dritte Generator wurde als Museumsstück belassen. Die Zentrale wird von Energie Wasser Bern als Veranstaltungsraum vermietet.

## Lage
| \| \|                                                 |
| Lagekarte der Kraftwerke zwischen Bern und Bielersee. |
|                                                       |

## Technik

### Elektricitätswerk der Stadt Bern 1891
Das Kraftwerk war im Gebäude an der Wasserwerkgasse 15 untergebracht. Es waren drei von der Bell Maschinenfabrik gelieferte Jonval-Turbinen aufgestellt, die eine Gesamtleistung von 350 PS hatten. Sie trieben über Kegelräder eine gemeinsame horizontale Welle an, die sich mit 125 min−1 drehte. Auf der Welle waren Riemenscheiben mit 2,5 Meter Durchmesser angebracht, welche über Balata-Treibriemen die von der Maschinenfabrik Oerlikon (MFO) gelieferten sechs-poligen Gleichstromgeneratoren antrieben, von denen jeder eine Leistung von 100 kW abgeben konnte. Für den Betrieb des Netzes waren nur zwei Generatoren vorgesehen, ein dritter war als Reserve aufgestellt. Die beiden in Betrieb stehenden Generatoren waren in Reihe geschaltet und versorgten ein Dreileiter-Gleichstromnetz, das eine Spannung von 2 × 120 V hatte. Da die Verbraucher anfänglich nur Lampen waren, trat die Hauptlast im Netz nachts auf. Die überschüssige Energie wurde tagsüber in Bleiakkumulatoren gesammelt. Für die Ladung der Akkus stand eine zusätzliche Motor-Generator-Gruppe zur Verfügung, mit der die Akkus mit einer höheren Spannung als die Netzspannung geladen werden konnten. Die Bleibatterien stammten von der Accumulatorenfabrik Wilhelm Hagen. Es waren dies 2 × 72 Zellen, wobei jede Gruppe eine Hälfte des Dreileiter-Netzes stützte. Für die Spannungsregulierung konnten Zellen automatisch zu- und abgeschaltet werden.

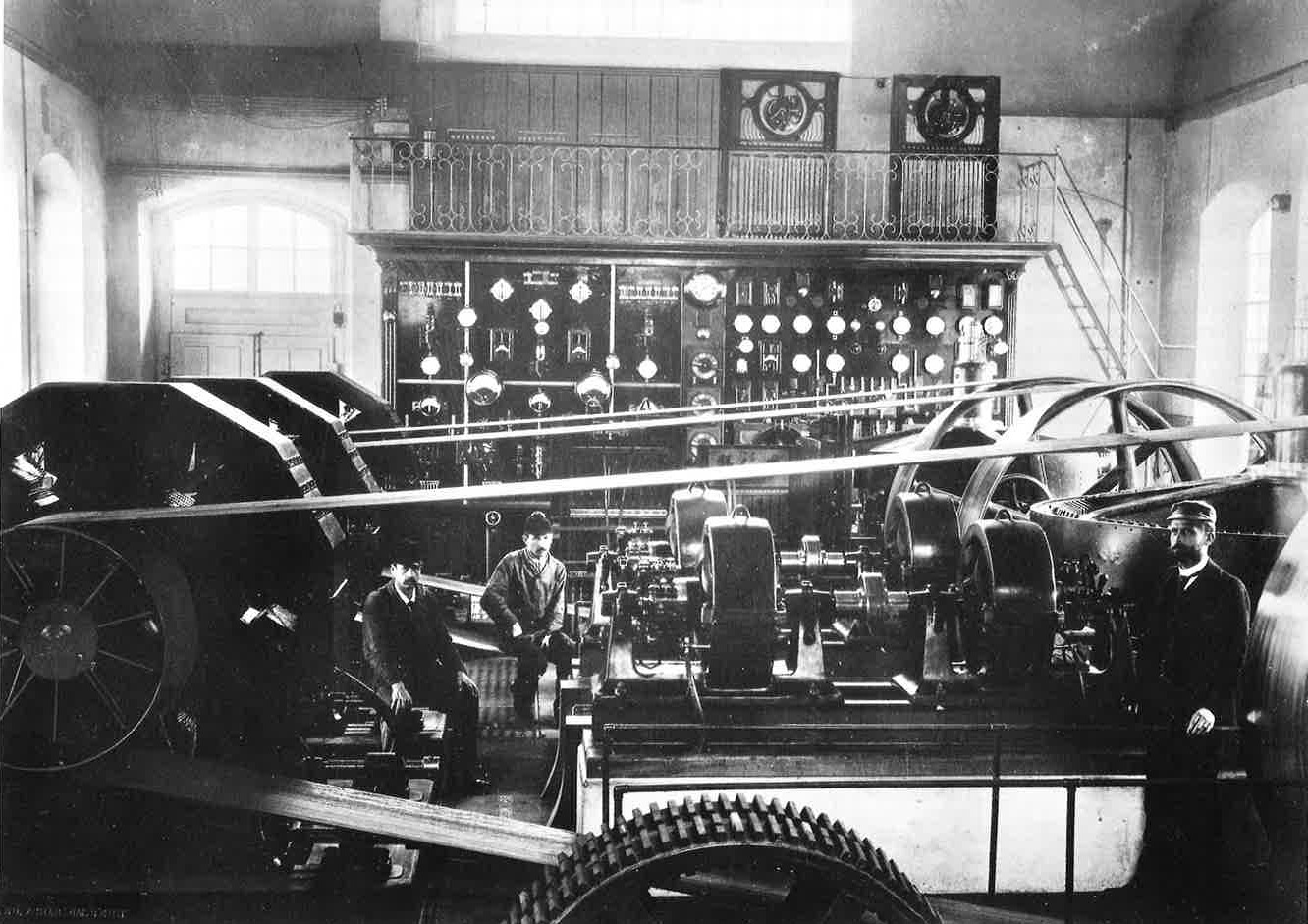
Maschinenhalle, links die Generatoren
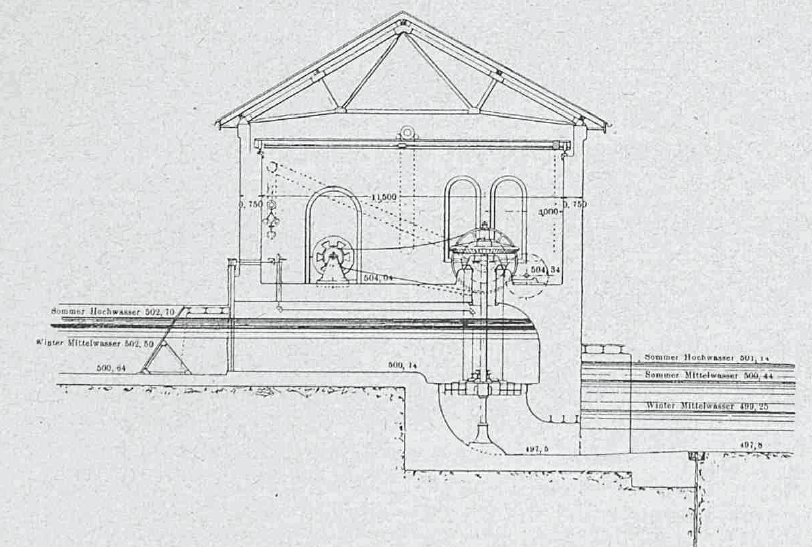
Querschnitt durch das Maschinenhaus mit eisernem Polonceau-Dachstuhl
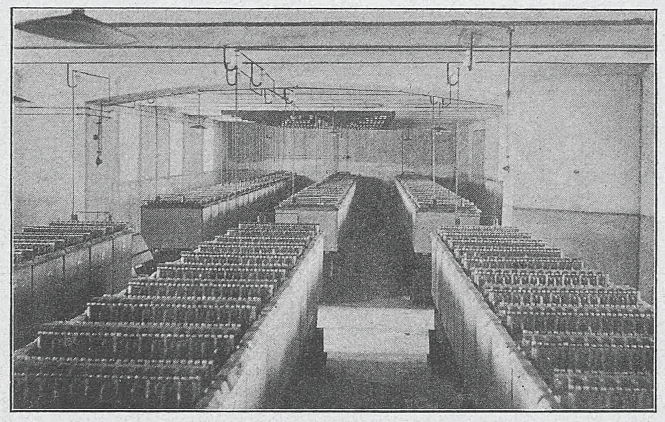
Raum mit Bleibatterien für die nächtliche Netzstützung
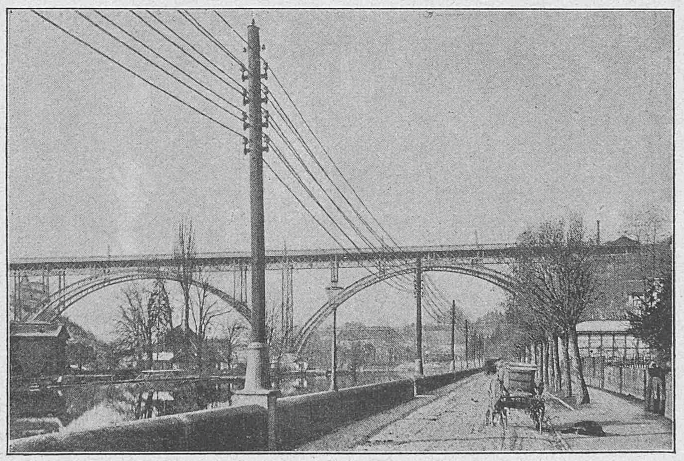
2 × 120 V-Freileitung mit Ölisolatoren entlang der Aare
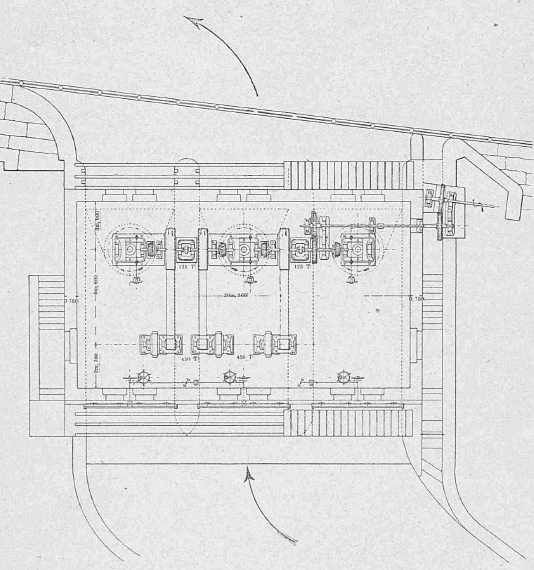
Grundriss des Kraftwerks

### Kraftwerk Matte 1925
Beim Umbau 1925 wurden die Maschinengruppen ersetzt und eine zweite Zentrale in der Stadtmühle erstellt. Die alte Zentrale an der Wasserwerkgasse 15 erhielt drei, die Zentrale II in der Stadtmühle zwei von Bell hergestellte Propeller-Turbinen. Die neuen Generatoren stammten von der MFO und von der Brown, Boveri & Cie. (BBC). Beide Zentralen zusammen hatten eine installierte Turbinenleistung von 1390 PS. In der Statistik von 1947 wird eine auf 1580 PS erhöhte Turbinenleistung angegeben. Die Generatorleistung betrug 1,1 MW.

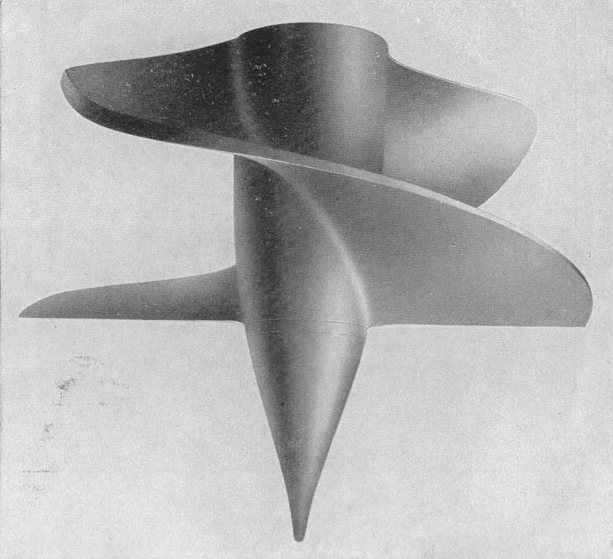
Laufrad der Bell-Turbine. 1925
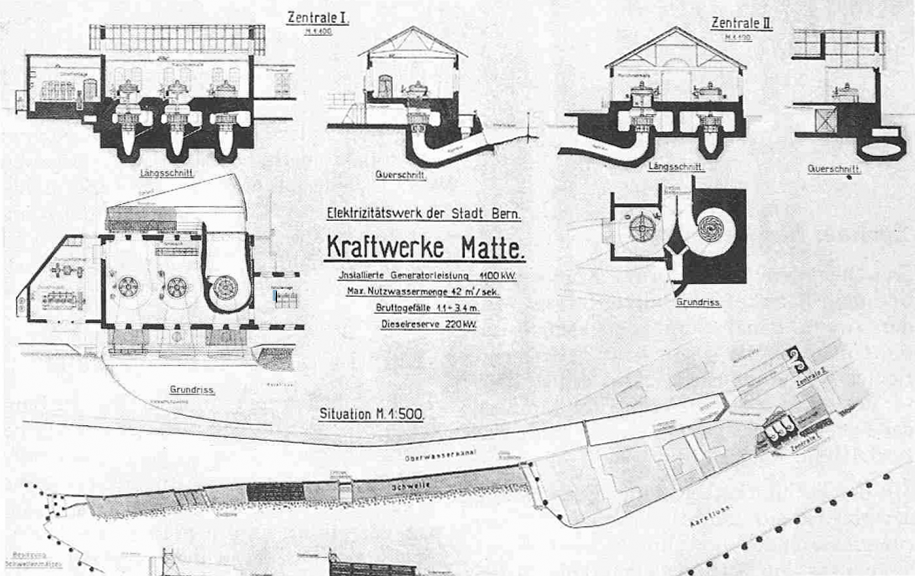
Situationsplan und Grundrisse 1925

### Kraftwerk Matte 1985
Das Kraftwerk wurde neu als unterirdische Anlage gebaut, die sich unter dem östlichen Vorplatz der Zentrale I von 1891 befindet. Es ist eine einzige S-Turbine installiert, die über ein Getriebe einen Generator antreibt, der eine Leistung von 1,15 MW abgeben kann.